# Hans Kinkel
Hans Kinkel (* 15. April 1909 in Heilbronn; † 20. August 1991) war ein deutscher Dichterarzt. 
Er war der Sohn des Chefchemikers der Fa. Koepff in Heilbronn, wo er 1928 das Abitur am Karlsgymnasium ablegte. Danach studierte er Medizin in Heidelberg, Tübingen, Königsberg und München. Er lebte ab 1949 als Landarzt in Spraitbach, wo er später zum Ehrenbürger ernannt wurde. 1985 erhielt er den Literaturpreis der Bundesärztekammer für seine Autobiografie Titus und das Unvergängliche. 

## Publikationen (Auswahl)
- Vierzig Jahre Landarzt 1949–1989. Schwäbisch Gmünd 1990.